# トヨタ記念病院
トヨタ記念病院（トヨタきねんびょういん）は、愛知県豊田市にある医療機関。トヨタ自動車（メディカルサポート部）が運営する企業立病院である。地域周産期母子医療センター、救命救急センターなどの機能を有する。

## 沿革
- 1938年（昭和13年） - トヨタ自動車工業挙母工場（現在の本社工場）内に、診療所開設。
- 1942年（昭和17年） - トヨタ自動車工業附属トヨタ病院開設。
- 1987年（昭和62年） - トヨタ記念病院開設。
- 2019年（平成31年・令和元年）
  - 中央棟の建て替えを含めた真の病院再構築計画「ReBORN（リボーン）」を発表。2021年（令和3年）～2022年（令和4年）度ごろの竣工を目指し、トヨタ看護専門学校の旧校舎などを含む病院敷地内に、地上9階・地下1階の建物を新築。新病院は、外来診察から検査、手術、入院まで、すべての診療機能を集約。さらに新病院の竣工後、現在の外来棟を全面改修し、健診センターや病院職員の研修施設を拡充する。

## 診療科
- 内科
  - 循環器科
  - 呼吸器科
  - 消化器科・内視鏡科
  - 神経内科
  - 血液内科
  - 腎臓内科
  - 内分泌科
  - 総合内科
  - 感染症科
- 精神科
- 眼科
- 耳鼻咽喉科
- 小児科・新生児科
- 産婦人科
- 不妊センター（ジョイファミリー）
- 皮膚科
- 泌尿器科
- 放射線科
- 外科
  - 脳神経外科
  - 整形外科・リハビリテーション科
  - 形成外科
  - 歯科口腔外科
  - 呼吸器外科
  - 乳腺内分泌外科
  - 消化器外科
  - 心臓外科
- 麻酔科
- 集中治療科
- 救急科（ERトヨタ）
- 統合診療科（研修医）
- 臨床検査科
- 病理診断科
- 海外渡航科

## 交通アクセス
- 名鉄バス豊田市内線「トヨタ記念病院」停留所下車すぐ（名鉄三河線豊田市駅西口から26土橋駅行／26トヨタ記念病院行バスで約35分、愛知環状鉄道線三河豊田駅前から26土橋駅行／26トヨタ記念病院行バスで約20分。）
- とよたおいでんバス26土橋・豊田東環状線「トヨタ記念病院」停留所下車すぐ（名鉄三河線豊田市駅東口から26土橋駅行／26トヨタ記念病院行バスで約35分、名鉄三河線土橋駅から26豊田市行／26トヨタ記念病院行バスで約25分、愛知環状鉄道線三河豊田駅前から26豊田市行／26トヨタ記念病院行バスで約15分。）